# Hasse Olssons pris till årets ekonomijournalist
Hasse Olssons pris till årets ekonomijournalist var ett pris som delades ut av Bonnierkoncernen till en ekonomijournalist 2000-2009. Priset instiftades till Hasse Olssons 60-årsdag år 2000. Priset utdelades årligen, i början av påföljande kalenderår. Prissumman för 2007, som utdelades i början av 2008, uppgick till 75 000 kronor.

## Pristagare
- 2001 Peter Benson, Dagens Industri.
- 2002 Sophie Nachemson-Ekwall, Affärsvärlden
- 2003 Karin Svensson, Dagens Industri
- 2004 Bosse Vikingson, Annika Jönsson, Robert Owen, Smålandsposten
- 2005 Maciej Zaremba, Dagens Nyheter
- 2006 Annelie Östlund, Per Agerman, Affärsvärlden.
- 2007 Gregor Nowinski, Sveriges Television.
- 2008 Gunnar Örn, Dagens Industri.
- 2009 Niklas Svensson, Johan Stambro, TV4